# 佛萊迪餐館之五夜世界
《玩具熊的五夜世界》是史葛·戈晃（Scott Cawthon）在2016年1月21日透過遊戲平台Steam發表的獨立遊戲，類型為單人玩家以指向與點擊操作的角色扮演遊戲，為《玩具熊的五夜系列》之衍生作品。
但因其故事并不完整，且内有大量程序错误，一段时间后游戏就从Steam下架了。在2016年2月8日，这个游戏被更新（ FNaF World: Update 2）并上架至Game Jolt。

## 故事
在一個全新的六層世界裡，《玩具熊的五夜系列》以迷你姿態聚首一堂，踏上對抗邪惡敵人、發掘心儀夥伴與覓尋世界奧秘的冒險旅程。當一切變得理所當然之時，不同的派對組合和行走路向，將讓玩家發現看似獨立的世界，如何影響著其他世界，與及怎樣被其他世界影響。

## 遊戲形式

游戏中的战斗例子

玩家可以選擇固定組合和自由組合8名起始角色，參與中等或高級難度的遊戲。期間可以選擇跟隨引導角色指示到達標準結局，亦可在不同位置達成特別結局或隱藏內容。旅程中途要操控角色穿越時空縫隙到達不同層數，亦會隨機觸發與敵對角色的指令式戰鬥，完成後將可得到貨幣「費斯金幣」（Faztokens），可用來購入輔助工具；部分戰鬥則會為帶來新的可玩角色，合共超過48名。此外，亦有一些操作截然不同的迷你遊戲。

## 登場角色

### 可玩角色
角色分類以首次登場為準。

#### 玩具熊的五夜後宮
費斯熊佛萊迪（Freddy Fazbear）
邦尼（Bonnie）
奇卡（Chica）
霍斯（Foxy）
金色佛萊迪（Golden Freddy）
骨架機械人1（Endo-01）

#### 玩具熊的五夜後宮2
破舊佛萊迪（Withered Freddy）
破舊邦尼（Withered Bonnie）
破舊雞卡（Withered Chica）
破舊霍斯（Withered Foxy）
傀儡（Marionette/Puppet）
玩具佛萊迪（Toy Freddy）
玩具邦尼（Toy Bonnie）
玩具雞卡（Toy Chica）
狐狸蔓果（Mangle）
氣球男孩（Balloon Boy）
骨架機械人2（Endo-02）
影子邦尼（Shadow Bonnie/RWQFSFASXC）
暗影佛萊迪（Shadow Freddy）
氣球女孩（JJ）
紙偶兄弟（Paperpals）
紫衣男（Purple Guy）
哭泣的兒童（Crying Child）

#### 玩具熊的五夜後宮3
彈簧陷阱（Springtrap）
彈簧邦尼（Spring Bonnie）
幽靈佛萊迪（Phantom Freddy）
幽靈雞卡（Phantom Chica）
幽靈霍斯（Phantom Foxy）
幽靈氣球男孩（Phantom Balloon Boy）
幽靈傀儡（Phantom Marionette/Phantom Puppet）
幽靈蔓果（Phantom Mangle）

#### 玩具熊的五夜後宮4
弗雷德熊（Fredbear）
惡夢佛萊迪（Nightmare Freddy）
惡夢邦尼（Nightmare Bonnie）
惡夢雞卡（Nightmare Chica）
惡夢霍斯（Nightmare Foxy）
惡夢蔓果（Nightmare Mangle）
惡夢弗雷德熊（Nightmare Fredbear）
絨毛陷阱（Plushtrap）
惡夢（Nightmare）
傑克南瓜邦尼（Jack-O-Bonnie）
傑克南瓜雞卡（Jack-O-Chica）
惡夢氣球男孩（Nightmare Balloon Boy）
惡夢傀儡（Nightmarionne）

#### 其他角色
絨毛玩偶骨架（EndoPlush）
以絨毛陷阱為基礎出現的新角色。
Animdude
來自同一作者製作之遊戲《There Is No Pause Button》，亦是史葛·戈晃本人的社交頭像。在某處代表作者抱怨玩家要求更多。可以變為可使用角色。
咖啡機（Coffee）
來自同一作者製作之遊戲《The Desolate Hope》。
削片先生（Mr. Chipper）
來自同一作者製作之遊戲《Chipper & Sons Lumber Co.》。在某處以大型機械人姿態抱怨被本作系列搶去一切。可以變為可使用角色。
歡樂時光霍斯（Funtime Foxy）
為蔓果在被隨意拼裝以前的模樣，此角色並非佛萊迪餐館之五夜驚魂：姊妹地點篇中的歡樂時光系列機器人。

#### 非玩家角色
弗雷德熊/8位元弗雷德熊（Fredbear/ 8-bit Fredbear）
指導玩家遊走各處的角色。若果玩家設定派對組合領隊為弗雷德熊，遊戲會指出玩家製造了命定悖論，即時結束。
8位元版會於玩家閒置對話時閃現，並帶出影響其他主系列遊戲世界的隱藏劇情，甚至角色日常。及後要求玩家協助將第三作的遊戲世界拼好，以完成被殺兒童解脫的故事。
第二次更新後他打破第四面牆，表示其認清世界真相的意識和其他新內容，都是某人放棄對本作世界掌控後的副產物，要求玩家以完成遊戲解決那些與《玩具熊的五夜世界》，以至整個遊戲系列失去聯繫的內容。雖未有具體指明，但玩家可以明確知道他所指的某人是桌前男人。
虛擬佛萊迪（Virtua-Freddy）
只在特定武器下短暫出現，複製玩家最新一次動作。
盧比特（LOLbit）
給玩家提供攻擊用輔助工具「位元組昆蟲」（Bytes）。
蒂蒂（DeeDee）
給玩家提供垂釣珠寶遊戲，以賺取「費斯金幣」。
曼道（Mendo）
給玩家提供防禦用輔助工具「骨架身軀」。
惡果老人（Old Man Consequences）
在某處告知不按指示行動的玩家要承受惡果。雖無桌前男人掌控世界的力量，但仍可將主動與他互動的人拉入其固有結界。
後來在《終極自定義夜晚》中再度登場，是引證本作世界觀處於主系列遊戲世界上位的關鍵證明。及後再在《玩具熊的五夜後宮：安全漏洞》客串。
「史葛·戈晃」（Scott Cawthon）
於小遊戲裏作為BOSS，以「未來」的姿態向玩家介紹系列會推出的「續集」。只有一個處於容器內的頭，但攻擊力驚人。
其在遊戲中身為「獨立遊戲原作者」一事並非打破第四面牆與現實世界連結，而僅為系列多層世界觀中，其中一個故事設定而已。這個設定於及後VR遊戲《玩具熊的五夜後宮VR：徵求協助》和相關小說故事亦有所觸及。
桌前男人（Desk Man）
在某處拼命工作的遊戲設計師，抱怨著其創作變質。在第二次更新後表示所有新增內容都是其半途而廢的產物，由此亦可推斷整個《世界》的世界觀，與及跟其他世界互動之特性，都是他所創造，是比遊戲內「獨立遊戲原作者」更上位的存在。
亦有研究推斷角色是對照小說和遊戲皆有登場的亨利·艾美利，而他在本作世界的命運，亦與其他兩個時空的故事殊途同歸。隨著其死亡及《世界》不再推出更新，本作上位世界對下位世界的影響逐步淡化。
推魂者（Souldozer）
來自同一作者製作之遊戲《The Pilgrim's Progress》。
積卡的魔法彩虹（Chica's Magic Rainbow）
表裡不一的彩虹，為本遊戲最終BOSS，不停嘲諷玩家，攻擊力驚人。
貝比（Baby）
於及後「姊妹地點篇」登場，但同時貫穿本作內容的隱藏角色。是為桌前男人的創造物，在結局殺死了桌前男人。

## 外部連結
- 官方网站
- 遊戲開發者資訊網站 （页面存档备份，存于）